# Frades (Mondariz)
Frades es una parroquia española del municipio de Mondariz, perteneciente a la provincia de Pontevedra, en la comunidad autónoma de Galicia.

## Historia
Hacia mediados del siglo XIX, la parroquia, ya por entonces perteneciente al municipio de Mondariz, tenía contabilizada una población de 600 habitantes. Aparece descrita en el octavo volumen del Diccionario geográfico-estadístico-histórico de España y sus posesiones de Ultramar de Pascual Madoz con las siguientes palabras:

FRADES (San Martin); felig. en la prov. de Pontevedra (5 leg.), part. jud. de Puenteareas (1 1/2), dióc. de Tuy (4), ayunt. de Mondariz (1/4). sit. en una encañada, combatida principalmente por los aires del E. El clima es templado y bastante sano, pues no se padecen otras enfermedades que algunasfiebres y dolores de costado. Tiene 110 casas de mediana fábrica y comodidad, y una escuela de primeras letras, frecuentada por unos 20 niños y sostenida por los padres de los concurrentes. Para el surtido del vecindario hay muchas fuentes de buenas y saludables aguas. La igl. parr. (San Martin) está servida por un cura de entrada y de provision de S. M. ó del diocesano, segun los meses en que vaca. Confina el term. N. Gargamala; E. Riofrio; S. y O. Touton. El terreno es de buena calidad y se halla fertilizado por un regato que pasa por en medio de la referida encañada. Los caminos son locales y en mediano estado. El correo se recibe en Puenteareas. prod.: trigo, centeno, maiz, legumbres, vino, muchas mananas y otras frutas; se cria ganado vacuno, lanar y cabrio; hay caza de liebres, conejos y perdices, animales dañinos y pesca de truchas. ind.: la agricola y 3 molinos harineros. pobl.: 110 vec., 600 almas. contr.: con su ayuntamiento. (V.)
(Madoz, 1847, p. 155)

En 2024, la entidad colectiva de población de Frades tenía empadronados 303 habitantes.